# Українець Остап Віталійович
Остап Віталійович Українець (нар. 24 квітня 1994, Калуш) — український письменник і перекладач, засновник та автор YouTube-каналу «Твоя підпільна гуманітарка».

## Біографічні дані
Остап Українець народився в Калуші в сім'ї лікаря-мікробіолога Віталія Григоровича Українця (1969—2021) й музикантки, учительки і журналістки Оксани Омелянівни Лісовської (нар. 1973). 1998 року батьки розлучились, а в серпні 2004 року Остап із матір'ю переїхав до Івано-Франківська.
У 2001—2004 роках Остап Українець навчався в Калуській середній школі № 10, у 2004—2005 роках — в Івано-Франківській школі-ліцеї № 23 (напрям — «образотворче мистецтво»), з 2005-го — в Івано-Франківській українській гімназії № 1 з гуманітарним спрямуванням. З 2007 по 2012 рік брав участь у змаганні «Найрозумніший» (рос. «Самый умный»). Закінчивши гімназію у 2012-му, він того ж року вступив до Національного університету «Києво-Могилянська академія». У 2016-му здобув бакалаврат за спеціальністю «Філологія» і сертифікат програми «Перекладознавство». Вступив до магістерки за напрямом «Теорія, історія літератури та компаративістика».
У березні 2015 року виступив на науковій конференції «Місто-як-текст: людина в інтер'єрі сучасного міста» з доповіддю на тему «Мономіф Андруховичевого міста» (спільно з Катериною Дудкою). Із 2016 року Остап Українець — гостьовий лектор у літературному клубі «Пломінь», у якому прочитав, зокрема, лекції про Говарда Лавкрафта, ісландську магію, середньовічну поезію і германський епос.
Із 2017 року регулярно входить у журі літературних конкурсів, організованих інтернет-журналом «Стос». У 2018 році разом із письменниками та культурними менеджерами Олександром Заварою, Вітою Михайличенко, Алісою Гаврильченко та Остапом Микитюком організував конкурс контркультурної прози «Львів. Доза. Порно».
Є співтворцем науково-популярного каналу на YouTube «Твоя підпільна гуманітарка».
У березні 2024 року мобілізувався до лав ЗСУ.

## Творчість
Ще школярем Остап Українець читав в оригіналі твори англомовних авторів. 2012 року у журналі «Всесвіті» опубліковано його переклад уривка з повісті Говарда Лавкрафта «Герберт Вест: реаніматор». 2014 року в тому ж журналі опубліковано його переклад «Спустошеної землі» Томаса Еліота. 2016-го та 2017 року у видавництві Жупанського вийшли два томи перекладів Говарда Лавкрафта (спільна робота Остапа Українця й Катерини Дудки). Також у тих роках і в співавторстві з Катериною Дудкою опублікував у харківському видавництві «АССА» переклад десяти частин книжкової серії «Коти-вояки».
Пише у жанрах історичної прози і фентезі. Як письменник дебютував у 2017-му оповіданням «Маланка», яке побачило світ у журналі «Світ фентезі». Того ж року в червні в альманасі «Нова проза» вийшло оповідання «Адвент», яке лягло в основу роману «Малхут», презентованого на XXIV Форумі Видавців у Львові.
У інтерв'ю з журналом Forbes, розповів про свої плани на 2022 рік: поставити на ноги та розвивати видавництво, працювати над книжками, які зараз у роботі.

## Твори

### Авторські твори
- Оповідання «Маланка» — 2017 рік, журнал «Світ Фентезі»
- Оповідання «Адвент» — 2017 рік, альманах «Нова проза»
- Роман «Малхут» — 2017 рік, видавництво «Фабула»[6]
- Оповідання «Плєс» — 2018 рік, журнал «Світ Фентезі»
- Роман «Транс» — 2018 рік, видавництво Жупанського
- Оповідання «Ось іде мрець» — 2018 рік, збірка «Бабай. Перший кошмар»
- Роман «Канцелярія хрестових походів» — 2019 рік, видавництво «Фабула»[7]
- Роман «Дискордія» — 2021, видавництво «Фабула». 400 с. ISBN 978-617-522-007-8
- Мальопис «Коротка історія української літератури» (сценарій) — 2024, видавництво «Видавництво».

### Переклади
- Говард Філіпс Лавкрафт. «Герберт Вест: реаніматор» (уривок із повісті). — журнал «Всесвіт», 2012, № 11-12
- Томас Стернз Еліот. «Спустошена земля». — журнал «Всесвіт», 2014, № 9-10
- Говард Філіпс Лавкрафт. «Повне зібрання прозових творів. Том 1». — К.: Видавництво Жупанського, 2016 (спільно з Катериною Дудкою);
- Говард Філіпс Лавкрафт. «Повне зібрання прозових творів. Том 2» — К.: Видавництво Жупанського, 2017 (спільно з Катериною Дудкою);
- Книжкова серія «Коти-вояки» (частини 1-12). — Харків: АССА, 2016—2019 (спільно з Катериною Дудкою).
- Ніл Стівенсон. «Сімміс». — Тернопіль: НК-Богдан, 2018. 688 с. ISBN 978-966-10-5547-5
- Щепан Твардох. «Морфій». — Харків: Фабула, 2018
- Майкл Берд. «100 ідей, що змінили мистецтво». — К.: ArtHuss, 2018
- Пітер Воттс. «Ехопраксія.» — К.: Видавництво Жупанського, 2019 (спільно з Катериною Дудкою)
- Патрік Несс. «Ніж, якого не відпустиш». — Харків: АССА, 2019
- Рубі Ременда Свансон. «Сімейна цінність: спогади мами ґея». — К.: Критика, Київ, 2019
- Девід Лінч, Крістін МакКенна. «Кімната снів». — К.: Видавництво Жупанського, 2020. 640 с. ISBN 978-617-75-8521-2 (спільно з Євгеном Ліром)
- Щепан Твардох. «Король». — Харків: Фабула, 2020. 432 с. ISBN 978-617-09-6380-2
- Флоренс Ґоє. «Як працює класичне оповідання». — Видавництво «Твоя підпільна гуманітарка», 2021. 304 с.
- Ніл Стівенсон. «Снігопад». — Видавництво Жупанського, 2022. 432 с. (спільно з Катериною Дудкою)
- Девід Мітчелл. «Кістяні годинники». — Видавництво «Жорж», 2022. 624 с. ISBN 978-617-80-2311-9 (спільно з Катериною Дудкою)
- Оскар Кольберґ. «Покуття». — Видавництво «Твоя підпільна гуманітарка», 2023. 448 с.
- Щепан Твардох. «Покора». — Харків: Фабула, 2024. 416 с. ISBN 978-617-522-148-8
- Девід Мітчелл. «Атлас хмар». — Харків: Жорж, 2025. 536 с. ISBN 978-617-828-752-8

## Переклади творів Остапа Українця
- «Dzień Neptuna» / «Język Babilonu» — Stalker Books, 2022. 468 с. ISBN 978-836-72-2320-1 (польською мовою)
- «Neptune's Day» / Embroidered Words